# Horodyschtsche (Schepetiwka)
Horodyschtsche (ukrainisch Городище; russisch Городище Gorodischtsche, polnisch Horodyszcze) ist ein Dorf im Norden der ukrainischen Oblast Chmelnyzkyj mit etwa 1600 Einwohnern (2023).

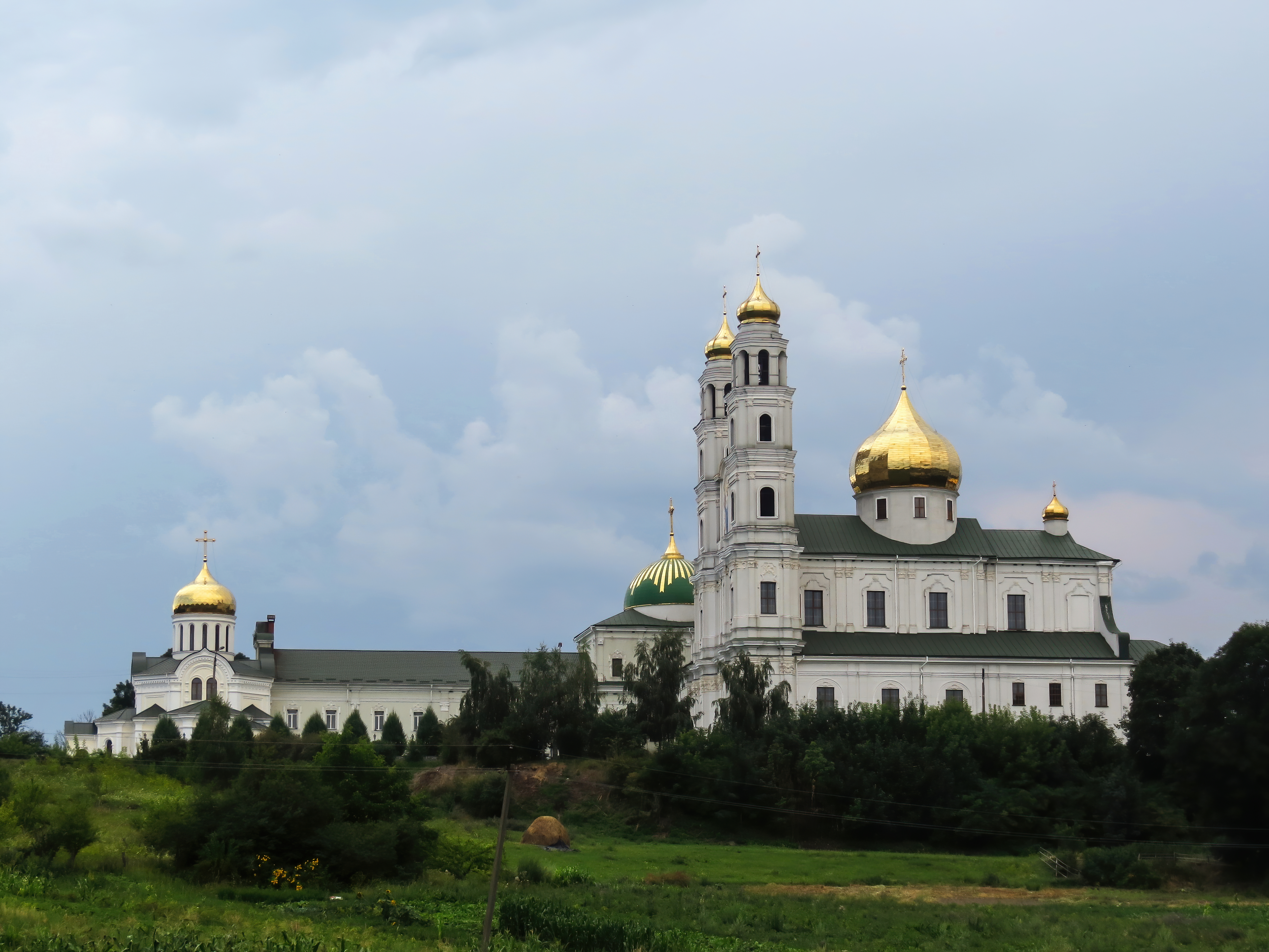
Kloster im Ort

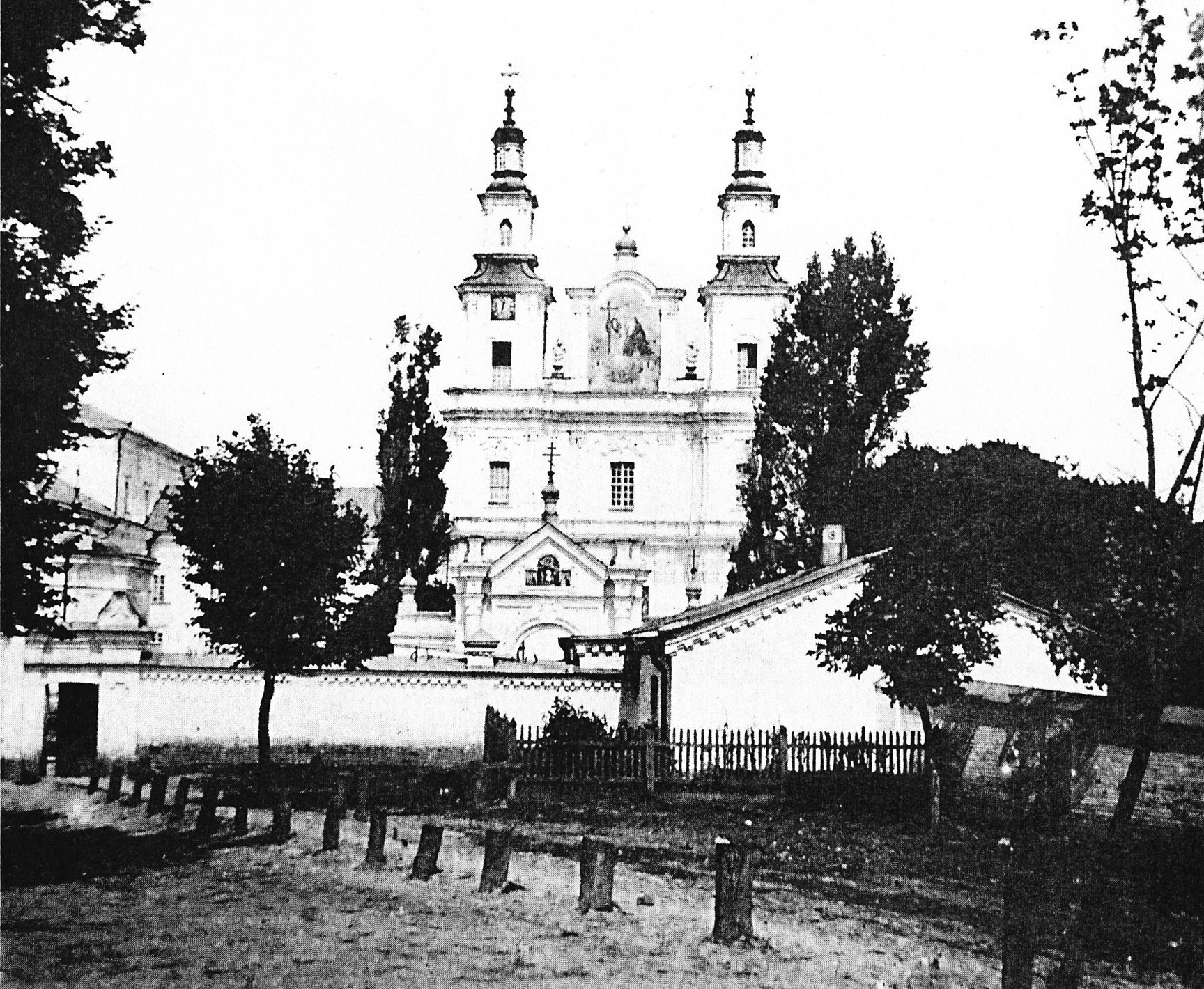
Karmelitenkloster in Horodyschtsche 1905

Das erstmals 1534 schriftlich erwähnte Dorf
gehört administrativ zur Landgemeinde Sudylkiw im Zentrum des Rajon Schepetiwka.
Im Ort gibt es ein ehemaliges Karmeliterkloster, das heute von der orthodoxen Kirche als Kloster der Geburt der Jungfrau Maria betrieben wird.
Die Ortschaft liegt am Ufer der Huska (Гуска), einem 30 km langen linken Nebenfluss der Zwitocha (Цвітоха), 13 km südwestlich vom Gemeindezentrum Sudylkiw, 8 km südlich vom Rajonzentrum Schepetiwka und etwa 100 km nördlich vom Oblastzentrum Chmelnyzkyj.
Durch das Dorf verläuft die Territorialstraße T–23–06.
Am 5. September 2016 wurde das Dorf ein Teil der neugegründeten Landgemeinde Sudylkiw, bis dahin bildete es zusammen mit den Dörfern Krasnosilka (Красносілка) und Paschuky (Пашуки) die gleichnamige Landratsgemeinde Horodyschtsche (Городищенська сільська рада/Horodyschtschenska silska rada) im Zentrum des Rajons Schepetiwka.